# 新濠影滙
新濠影滙（Studio City Macau），前稱：東亞衛視影城、星麗門（Studio Macao City）。位於澳門路氹城路氹連貫公路，總樓面面積約600萬平方呎，項目由Cyber One Agents Limited帶頭發展。2011年，新濠國際宣佈以2.6億美元收購星麗門其餘的股權，並更名為新濠影滙，於2015年10月27日開幕。

## 發展歷史
星麗門發展項目位於澳門路氹城，是2001年批出東亞衛視影城用地，佔地約15萬平方米，首期項目原計劃2009年完成。但據稱由於發展項目存在法律訴訟及爭議，所以有關計劃一直未能落實。
此巨幅土地在2001年批出時，是當局鑑於發展商所提出的東亞衛視影城的主題公園計劃（類似環球片場的旅遊項目）有助發展澳門的旅遊硬件，有助增加澳門在旅遊活動方面的吸引力，才僅以澳門幣2,332萬元將此15萬平方米土地批予發展商。
2008年11月，由於融資不足，耗資100億元的澳門星麗門項目第一期上蓋（平頂）工程宣告暫停。
2008年11月澳門W星麗門酒店（W Hotel Macao）已被擱置其管理計劃。
2009年11月Cyber One集團成員公司與花花公子集團成員公司訂立以發展名為「Playboy Mansion Macao」之多元化娛樂場（作為澳門星麗門項目一部分發展）之協議，已被花花公子終止。
2011年8月3日，工務局代局長遵照行政長官指示向區錦新議員提供星麗門相關資料，其中提到：「有關星麗門發展項目，土地承批公司在2007年提出了新的土地利用發展計劃，並於2008年跟進土地批給合同修改程序，新修訂的土地利用發展計劃及土地批給用地包括電影製作、酒店及停車場等用途，總建築面積將超過65萬平方米」。這是一項重大的修改，從項目中原來沒有酒店變成有酒店、從原來總建築面積為14.465萬平方米變為超過65萬平方米，即地積比率從原來低於1急增至4.3倍，原來主題公園的性質完全改變。但在上述回覆中亦透露，「在展開相關土地批給合同的修改程序期間，由於土地承批公司股東之間出現法律訴訟，因而導致程序一直未能完成。」這就意味着，劉司長所說的「2008年經政府批准之土地批給修改發展計劃」因程序未完而可被視為根本未正式獲批准。
2012年11月23日保華建業旗下附屬公司保華建業建築（澳門）與有利建築（澳門）作為聯營公司，獲授權為新濠影滙承建Studio City項目。有關工程承包總額約為100億港元，料於2015年中完工。
2015年1月12日，新濠集團聯席主席兼行政總裁何猷龍表示，新濠影滙項目包括兩棟酒店大樓，提供1600間客房，並可容納500張賭枱，集團並冀能獲批400張賭枱。項目也會以荷里活電影為主題，當中更與華納兄弟和DC娛樂公司合作，將超級英雄和經典人物角色帶到澳門。在影滙內，將在外牆設置130米高及亞洲最高的摩天輪、蝙蝠俠夜神飛馳、摩幻間、5000座位的綜藝館、帕查夜總會及可供錄製真人騷的8號轉播廳。
2015年10月27日，新濠影滙於澳門正式開幕。
2022年7月8日至8月1日，旅遊局宣佈該酒店約680間客房被用作收治在新一輪大規模疫情期間密切接觸者、共同軌跡和次密接接觸者。
2022年9月15日，新濠博亞娛樂宣佈將在新濠影匯項目二期開設驚安殿堂澳門第二分店，將會是24小時營業，同時是澳門最大的店鋪。
2023年3月，新濠博亞娛樂公佈2022年全年未經審計財務業績。其中新濠影滙第二期預計將於該年第二季開幕。首階段開幕將包括其中一幢酒店大樓及室內水上樂園，第二階段則預計第三季開幕。
2023年4月6日，位於第二期的室內水上樂園和自家品牌酒店「映星滙」正式開幕。
2023年9月8日，位於第二期的澳門新濠影匯W酒店正式開幕。

## 設施

### 娛樂場
新濠影滙將與新濠博亞博彩(澳門)股份有限公司合作，於新濠影滙開設一間佔地50萬平方呎、擁有超過400張賭桌的拉斯維加斯式娛樂場。唯開幕時只獲批210張賭枱，其中160張將會放於中場，50張為高端或貴賓賭枱，餘下40張則會於年底時批出，即新賭場項目今年合共有望取得250張賭枱。

## 酒店

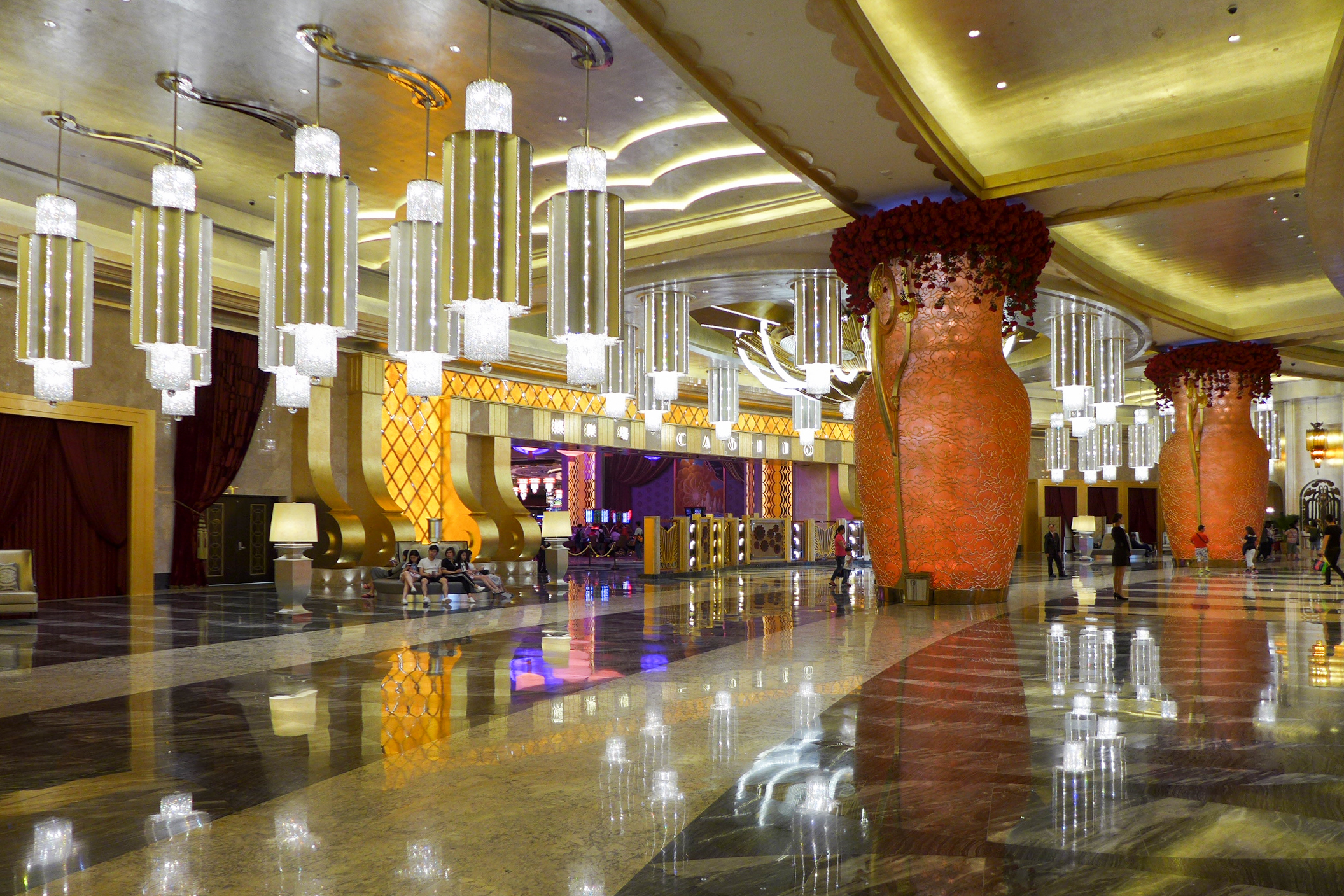
酒店大堂

新濠影滙酒店（Studio City Hotel）分兩期興建，包括一期的「明星滙」和以全單間套房組成的「巨星滙」的兩所酒店大樓，共設有1,600間以時尚型格為主調的客房及套房；以及二期的「映星滙」全套房酒店大樓，設有338間套房和空中別墅。

## 意外
- 2015年4月18日，工地發生假天花跌落事件，压伤两个内地男工人。[15]

- 2015年12月25日下午，8字形摩天輪「影滙之星」疑故障，港人被困逾一小時。不過，亦有市民仍然不知道摩天輪發生故障，仍然繼續排隊。新濠影滙事後回覆傳媒，承認8字形摩天輪曾出現故障，會就事件作出調查，並向乘客表示抱歉。[16]

- 2018年1月21日，有2男5女台湾遊客（60-78岁）使用电动扶手电梯时受伤，事缘其中一个率先跌倒，连累其他；新濠稱其運作正常，與電梯運作無關。[17]

- 2021年7月，有人在水上乐园游玩时受伤骨折，向在场职员投诉被冷待，再向政府投诉，并发现有顾客伤亡自负的霸王条款。[18][19][20]

- 2021年12月10日，地盘的建筑支架倒下，压死一名43岁姓姚的内地男工人。[21]

## 外部連結
- 官方网站
- 新濠影滙的新浪微博
- 新濠影滙的Facebook專頁
- 新濠影滙的Instagram帳戶